# Ricky Taylor

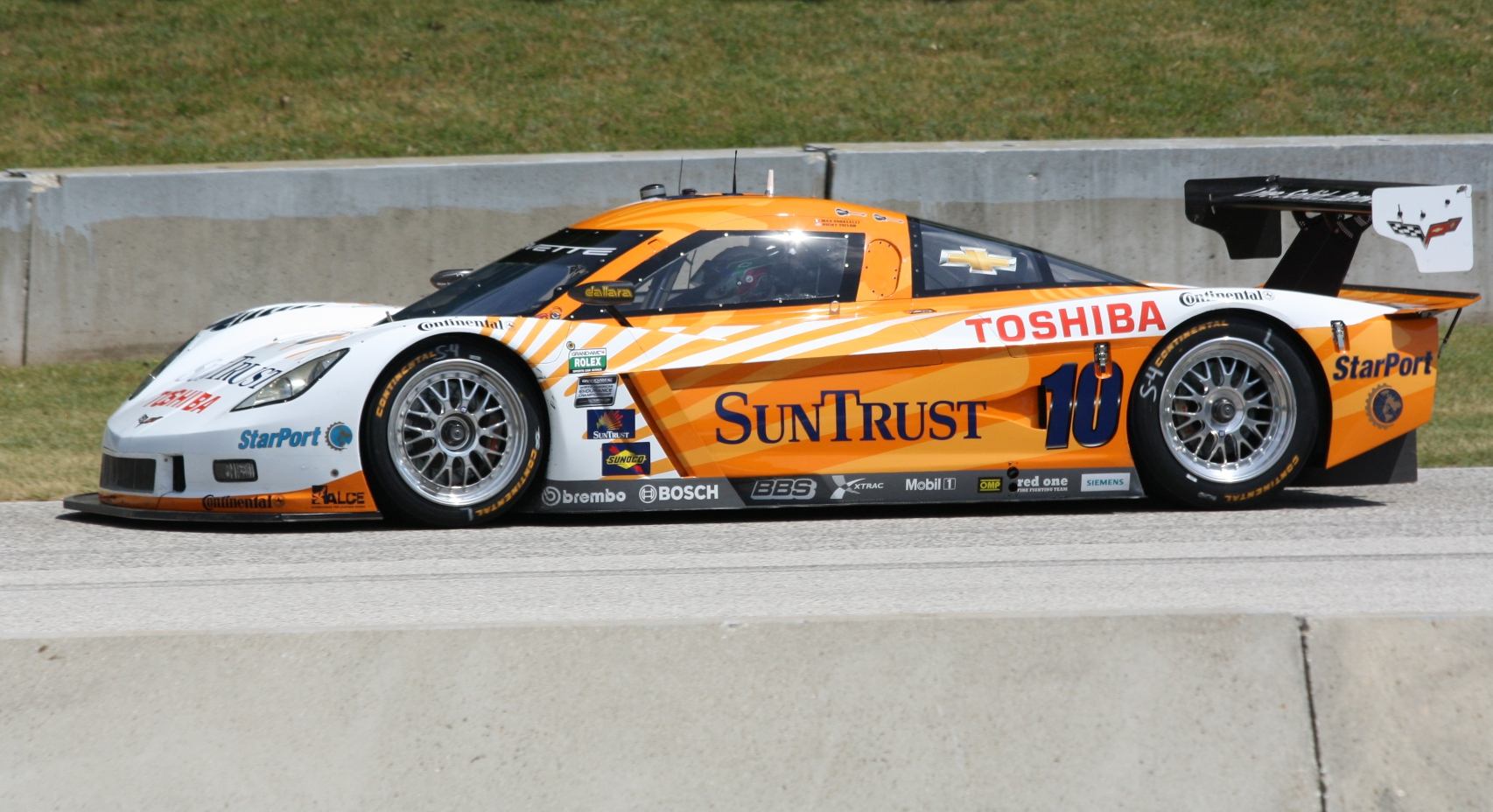
Chevrolet Corvette DP de Ricky Taylor en la fecha de Road America de la Grand-Am 2012

Ricky Taylor (Surrey, Inglaterra, Reino Unido, 3 de agosto de 1989) es un piloto de automovilismo de velocidad estadounidense. Fue campeón del IMSA SportsCar Championship en 2017, y subcampeón de prototipos de la Grand-Am Rolex Sports Car Series en 2010 y 2011 y el IMSA SportsCar Championship en 2014, categorías en las que ha obtenido 19 victorias y 45 podios. En las 24 Horas de Daytona resultó primero en 2017, segundo en 2014 y 2016, y quinto en 2008, 2011 y 2013. Por otra parte, fue ganador absoluto en las 12 Horas de Sebring de 2017, y resultó quinto en la clase GTE-Am en las 24 Horas de Le Mans 2013.

## Inicios
Su padre, el sudafricano Wayne Taylor, fue piloto del Campeonato IMSA GT norteamericano en la década de 1990, por lo que Ricky y su hermano Jordan Taylor se criaron en el estado de Florida (Estados Unidos). Luego de competir en karting, Ricky fue campeón de la categoría escuela de monoplazas Skip Barber Southern en 2006 y subcampeón de la Skip Barber National en 2007.
En 2008, Taylor disputó las 24 Horas de Daytona de la serie Grand-Am con un sport prototipo Riley Pontiac del equipo Wayne Taylor Racing, llegando quinto junto a Max Angelelli, Michael Valiante y su propio padre Wayne Taylor. Meses después, disputó la fecha de Virginia con el equipo Beyer, acompañado de Andy Wallace y Jared Beyer. Más tarde, se unió al equipo Doran para participar en las seis fechas finales con un Dallara Ford, logrando un quinto puesto junto a Burt Frisselle como mejor resultado.
El floridano se convirtió en piloto titular de Beyer en la temporada 2009 de la serie Grand-Am, utilizando primero un Riley Pontiac y luego un Riley Chevrolet. Obtuvo un cuarto puesto, un octavo y un noveno en las últimas tres fechas, quedando así 18º en el campeonato de pilotos de la clase Prototipos Daytona.

## WTR y Spirit of Daytona (2010-2017)
Wayne Taylor contrató a Ricky para disputar la serie Grand-Am 2010 con un Dallara Ford. Acompañado de Max Angelelli, el piloto consiguió una victoria y siete podios, así como un sexto puesto en las 24 Horas de Daytona. De este modo, resultó segundo en los campeonatos de pilotos y equipos de DP, por detrás de Scott Pruett y Memo Rojas y sus nueve victorias.
Ricky siguió junto a Angelelli en el equipo de su padre en la temporada 2011 de la serie Grand-Am, ahora a los mandos de un Dallara Chevrolet. Obtuvo tres victorias (una de ellas en las 6 Horas de Watkins Glen) y ocho podios, así como un quinto lugar en las 24 Horas de Daytona. Como consecuencia, resultó nuevamente subcampeón de la clase DP ante Pruett y Rojas.
Adoptando el nuevo Chevrolet Corvette DP de tercera generación en 2012, Taylor consiguió tres triunfos y siete top 5 en 12 participaciones. Así, concluyó séptimo en el campeonato de pilotos de DP y quinto en el de equipos. Más tarde, disputó el Gran Premio de Surfers Paradise del V8 Supercars Australiano con un Holden Commodore del equipo de Garry Rogers como acompañante de Greg Ritter.
Taylor pasó al equipo Spirit of Daytona para la temporada 2013 de la serie Grand-Am, formando pareja con Richard Westbrook. Consiguió un tercer puesto, tres quintos y un sexto, de modo que se ubicó 11º en el campeonato de pilotos de DP y octavo en el de equipos. Por otra parte, llegó quinto en la clase GTE-Am en las 24 Horas de Le Mans, pilotando un Chevrolet Corvette del equipo Larbre.
Ricky y su hermano Jordan se convirtieron en compañeros de butaca en el equipo de Wayne Taylor en la temporada 2014 del nuevo IMSA United SportsCar Championship, surgido de la fusión de la serie Grand-Am con la American Le Mans Series. A pesar de los dos triunfos en Detroit y la Petit Le Mans, no les alcanzó para llevarse el título de piloto de la clase Prototipos, resultando subcampeones por detrás del dúo Joao Barbosa / Christian Fittipaldi.
Los hermanos Taylor consiguieron triunfos en Long Beach y Mosport en 2015, y tres segundos puestos más. Sin embargo, acumularon malos resultados en las fechas restantes del IMSA United SportsCar Championship, que lo dejaron en el noveno lugar en el campeonato de pilotos de prototipos.
En 2016, Ricky y Jordan triunfan en Long Beach, Detroit y Austin, y lograron un segundo puesto en las 24 Horas de Daytona y tres terceros. Pero, un flojo resultado en Sebring, resultaron quintos en el campeonato de pilotos de prototipos, por detrás de las dos duplas de Action Express. Además, volvió a participar de las 24 Horas de Le Mans, con un Chevrolet Corvette oficial, teniendo como compañeros de butaca a Antonio García y Jan Magnussen, resultando séptimo en la clase GTE-Pro.
Wayne Taylor Racing adoptó el nuevo Dallara Cadillac DPi-V.R para la temporada 2017 del IMSA SportsCar Championship. Los Taylor triunfaron en las 24 Horas de Daytona junto a Angelelli y Jeff Gordon, y en las 12 Horas de Sebring junto a Alex Lynn. Luego ganaron las tres siguientes carreras, y obtuvieron dos podios adicionales, por lo que obtuvieron el campeonato de prototipos. En tanto, disputó las 24 Horas de Le Mans con un Riley LMP2 del equipo Keating, donde finalizó rezagado.

## Penske (2018-presente)
Ricky Taylor fue contratado por Penske para la temporada 2018 del IMSA SportsCar Championship, para pilotar un prototipo Oreca Acura oficial junto a Hélio Castroneves. Triunfó en Mid-Ohio pero logró solamente dos podios, de modo que resultó 12º en el campeonato de pilotos y séptimo en el campeonato de equipos. Por su parte, corrió las 24 Horas de Le Mans con un Ligier LMP2 de Jackie Chan DC Racing junto a Côme Ledogar y David Heinemeier Hansson, abandonando por problemas mecánicos.
En la temporada 2019 del campeonato IMSA, Taylor siguió en Penske junto a Castroneves. Logró cinco victorias pero ninguna victoria, resultando quinto en el campeonato de pilotos de la clase DPi y tercero en el campeonato de equipos. Además, participó nuevamente en la clase LMP2 de las 24 Horas de Le Mans para Jackie Chan DC Racing, en este caso a los mandos de un Oreca junto a Jordan King y Heinemeier Hansson, donde nuevamente se retiró por problemas mecánicos.